# Cluster (economie)

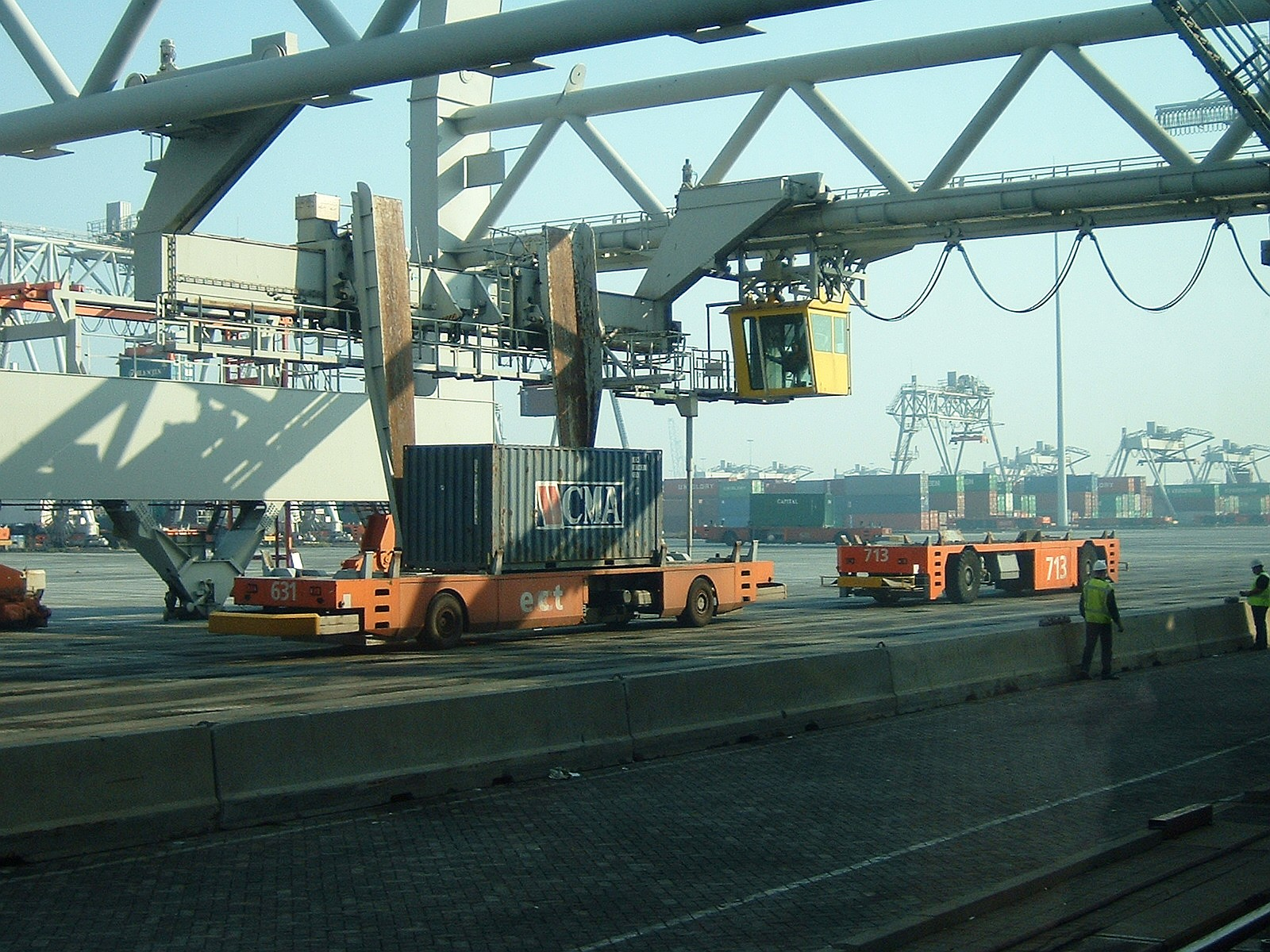
Containerterminal in de haven van Rotterdam

Een cluster, ook wel industrieel district genoemd, is een geografische locatie of regio waarin een groep bedrijven en andere instanties (zoals universiteiten) binnen een bepaald vakgebied bij elkaar in de buurt gevestigd zijn. Een bekend voorbeeld van een cluster is Silicon Valley in Californië.

## Cluster
Het concept cluster werd ontwikkeld door Michael Porter en wordt door hem beschreven in zijn boek "The Competitive Advantage of Nations". Doordat er in een bepaald gebied, dat zo groot kan zijn als een stad, een regio of zelfs een groep landen, een bepaalde groep bedrijven is gevestigd, heeft het extra voordeel voor andere bedrijven om zich ook in dit gebied te vestigen. Dit komt doordat zij gebruikmaken van dezelfde leveranciers en dezelfde klanten, binnen een bepaald gebied. Dit worden externe economische voordelen genoemd. Ook kan een bepaald bedrijf profiteren van de werknemers in een gebied met een specifieke kennis die ook voor zijn bedrijf relevant is. Doordat deze werknemers zo nu en dan van bedrijf wisselen ontstaat er een dynamiek van innovatie. Porter noemt in zijn boek nog veel andere voordelen, zoals die ook bestaan voor agglomeraties. Een cluster kan op deze manier een enorme voorsprong opbouwen tegenover andere regio's, om zo een wereldleider te worden op een bepaald specialistisch gebied.

## Industrieel district
De econoom Alfred Marshall omschrijft in zijn werk Principles of Economics (1922) een industrieel district als een "concentratie van industrieën gespecialiseerd in bijzondere lokale producten". Een Marshalliaans industrieel district heeft de volgende kenmerken:
- het is een regio 'bevolkt' door hoofdzakelijk kleine, gespecialiseerde bedrijven, die vooral voor de eigen regio produceren.
- tussen deze bedrijven wordt veelvuldig gehandeld, vaak met behulp van lange termijn contracten. De handel met bedrijven buiten de regio beperkt zich tot een minimum.
- er is een hoogwaardige, gespecialiseerde lokale arbeidsmarkt, die een hoge mate van interne flexibiliteit kent: werknemers gaan van het ene lokale bedrijf naar het andere lokale bedrijf, maar blijven werkzaam in de eigen regio.
- werknemers en werkgevers zijn samen onderdeel van een lokale samenleving waarin zij profiteren van elkaars kennis en kunde.
- de lokale samenleving wordt gekenmerkt door een zekere mate van stabiliteit die het mogelijk maakt dat zich een sterke lokale culturele identiteit ontwikkeld.

Het begrip industrie is voor Marshall een groep bedrijven die gebruikmaken van lokale productiefactoren met als doel dat de totale opbrengst op de markt groter is dan de gemaakte gezamenlijke totale kosten. Volgens het industriële districtsmodel van Marshall levert de samenwerking tussen bedrijven winst op voor bedrijven die die winst niet zouden behalen als ze alleen zouden handelen. Het industrieel district zoals beschreven door Marshall is echter alweer een verouderd concept als men het vergelijkt met de zogenaamde "Italiaanse industriële districten" waarin bedrijven nog intensiever met elkaar samenwerken dan bedrijven in een Marshalliaans industrieel district.

## Voorbeelden van clusters
Een aantal bekende voorbeelden is:
- Silicon Valley in Noord-Californië in de Verenigde Staten van Amerika, gespecialiseerd in computertechniek
- Parijs, in Frankrijk, gespecialiseerd in haute couture,
- Aerospace Valley in Toulouse, in Frankrijk, gespecialiseerd in ruimtevaart
- Cambridge, in het Verenigd Koninkrijk, gespecialiseerd in biotechnologie en elektronica
- Antwerpen, in België, gespecialiseerd in diamanten
- Rotterdam, gespecialiseerd in containertransport
- Het Westland, in Nederland, gespecialiseerd in glastuinbouw
- De Bollenstreek, gespecialiseerd in bloementeelt